# Schreibweise biblischer Namen im Deutschen
Die Schreibweise biblischer Namen hat sich im deutschsprachigen Raum innerhalb der unterschiedlichen Konfessionen anhand unterschiedlicher Vorlagen entwickelt. Erst in den 1960er-Jahren begann die Arbeit an einer einheitlichen Namensgebung. Heute orientieren sich Kirchen, Verlage, wissenschaftliche Einrichtungen und Bibliotheken für die Orts- und Eigennamen der christlichen Bibel am Ökumenischen Verzeichnis der biblischen Eigennamen nach den Loccumer Richtlinien (ÖVBE). Die althergebrachten, teils aus der griechisch-lateinischen Tradition, teils aus der Lutherbibel stammenden Bezeichnungen bestimmen aber vielerorts weiter den Alltag.

## Entwicklung der Schreibweise

### Griechische und lateinische Vorbilder
Die griechische Septuaginta hat, soweit sie hebräische Namen nicht übersetzt hat, öfters griechische Endungen an sie angefügt. Die hebräischen Konsonanten hat sie weitgehend einheitlich transkribiert. In der Regel gilt:
- Die meisten Kehllaute (א ʾ, ה h, ח ḥ und ע ʿ) werden weggelassen; ח Chet wird gelegentlich auch zu χ ch, ע Ajin wird zu Gamma
- Alle stimmlosen s- und sch-Laute (ס s, צ ṣ, שׂ ś, שׁ š) werden zu σ s; ז z wird zu ζ ds
- ט t wird zu τ t und ת t zu θ th
- פ ph (ohne Dagesch) wird zu φ ph, פּ p (mit Dagesch) wird zu π p; ב ḇ und בּ b werden zu β b; כ ḵ und כּ k werden zu χ ch; und ק q wird zu κ k
- Ein konsonantisches י j bzw. ו w  werden meist zu ι i bzw. υ y
- Die restlichen Konsonanten (ג g, ד d, ל l, מ m, נ n, ר r) haben direkte griechische Entsprechungen (γ g, δ d, λ l, μ m, ν n, ρ r)

Das griechische Neue Testament übernimmt meist die Schreibungen aus der Septuaginta. Neu dort auftauchende Namen hebräischen und aramäischen Ursprungs werden nicht immer nach diesen Regeln transkribiert (z. B. Kephas und Kafarnaum mit κ Kappa trotz כ Kaph im hebr./aram. Wort).
Die Vulgata übernimmt weitgehend die griechische Schreibweise unter Verwendung von -z- für ζ Zeta, -c- (selten auch -ch-) für κ Kappa, -ch- (manchmal auch -c-) für χ chi, -th- für θ Theta und -ph- für φ Phi. Sie fügt im Griechischen weggelassenes hebräisches ח Chet, ע Ajin, ה He oder א Aleph gelegentlich als -h- wieder ein, sehr oft aber auch nicht (Bethleem, Naum, Baal, Chanaan). Außerdem wird h- häufig Namen vorangestellt, die im Hebräischen und Griechischen mit י Jod bzw. ι Iota beginnen. Hier sind einige Beispiele von Schreibungen mit -h- (vor dem Doppelpunkt die übliche deutsche Schreibung):
- Abraham: Abraham < Αβρααμ Abraam < אַבְרָהָם ʾavrāhām
- Kedor-Laomer: Chodorlahomor < Χοδολλογομορ Chodollogomor < כְּדָרְלָעֹמֶר kədårlāʿōmær
- Israel: Israhel < Ισραηλ Israēl < יִשְׂרָאֵל jiśrāʾēl
- Eva: Hava < Ευα Eua < חַוָּה ḥawwāh
- Hebron: Hebron < Χεβρων Chebrōn < חֶבְרוֹן ḥæwrōn
- Jeremia: Hieremias < Ιερεμιας Ieremias < יִרְמְיָה jirməjāh
- Ezechiel: Hiezecihel < Ιεζεκιηλ Iezekiēl < יְחֶזְקֵאל jəḥæskēʾl
- Jehu: Hieu < Ιου Iu < יֵהוּא jēhūʾ

Eine genauere Darstellung unter Einschluss der Vokale findet sich bei Könnecke für die Septuaginta und bei Krašovec auch für die Vulgata.

### Katholisch
In der katholischen Kirche galten für die alt- und neutestamentlichen Namen meist die einheitlichen altgriechischen oder lateinischen Formen der Septuaginta und Vulgata. Eine Unterscheidung von gleichen Namen zwischen Altem Testament (hebräische und griechische Quelltexte) und Neuem Testament (griechische Quelltexte) gab es nicht. 1962 beschlossen die deutschen katholischen Bischöfe eine Übersetzung der Heiligen Schrift für den kirchlichen Gebrauch (aus diesem Vorhaben entwickelte sich später die Einheitsübersetzung). Für das Neue Testament wurde bis Ende 1963 eine Schreibweise der biblischen Namen entwickelt und bis 1966 überarbeitet.

### Evangelisch
Dagegen folgte der evangelische Bereich Martin Luther, der in seiner Bibelübersetzung auf die hebräische und für das Neue Testament auf die griechische Originallautung zurückgriff und sie zu transkribieren versuchte. Dadurch kam es zu unterschiedlichen Schreibweisen der Namen im Alten und Neuen Testament. Einige der von Martin Luther gewählten Schreibweisen wurden in den sogenannten „Buchdrucker-Revisionen“ verändert, d. h. in den im Laufe der Jahrhunderte aus privater Initiative von Buchdruckern vorgenommenen Revisionen des Luthertextes. So wurde z. B. aus „Ebräer“ „Hebräer“, siehe Gen 40,15 . Veränderungen erfolgten auch durch die drei kirchenamtlichen Revisionen: die erste 1892, die zweite 1912 und die dritte kirchenamtliche Revision 1956 (NT), 1964 (AT) und 1970 (Spätschriften). Da die Revision des NT vor der des AT geschah, wurden die griechischen Transkriptionen für das AT übernommen.
Bei den Revisionen wurde darauf geachtet, die Namen an deutsche Sprechgewohnheiten anzupassen. Daher ist auch hier beispielsweise bei bekannten Namen das hebräische „sch“ durch „s“ ersetzt, wie bei „Mose“ statt „Mosche“. Ferner erscheint anstelle des Frikativs (Reibelauts) „v“ der entsprechende Plosiv (Verschlusslaut) „b“, wie bei „Abraham“ statt „Avraham“ analog zum griechischen Vorbild.

## Ökumenische Schreibweise

### Loccumer Richtlinien
1966 beschlossen die Deutsche Bischofskonferenz, der Rat der Evangelischen Kirche in Deutschland und das damalige Evangelische Bibelwerk, wichtige biblische Texte gemeinsam herauszubringen. Die zu diesem Zweck berufene Übersetzerkommission beauftragte daraufhin Pastor Klaus Dietrich Fricke und Pater Benedikt Schwank OSB, Richtlinien für die Schreibweise der biblischen Eigennamen zu erstellen, die sich an den von katholischer und evangelischer Seite bereits in den Vorjahren erarbeiteten Grundsätzen und Regeln orientierten. Deren Vorschläge wurden im Juli 1967 im Kloster Loccum von der Kommission angenommen und in den Folgemonaten von der Übersetzerkommission der Einheitsübersetzung und der Mitgliederversammlung des Evangelischen Bibelwerks akzeptiert. In den folgenden drei Jahren wurden diese Richtlinien bei der Übersetzungsarbeit verwendet und – wo notwendig – modifiziert. 1970 wurde die überarbeitete Fassung abgeschlossen und in Braunshardt verabschiedet. Im gleichen Jahr stimmten die Deutsche Bischofskonferenz, der Rat der Evangelischen Kirche in Deutschland und das Evangelische Bibelwerk dieser Fassung zu. Im Jahr darauf (1971) erschien die umfangreiche Erstveröffentlichung des Ökumenischen Verzeichnisses der biblischen Eigennamen nach den Loccumer Richtlinien (ÖVBE). Das Namensverzeichnis stellt in sechs Spalten nebeneinander die „Verbindliche Schreibweise“, die hebräische und/oder griechische „Vorlage“, „Ausgewählte Stellenangaben“, „Zu vermeidende Schreibweisen“, die Schreibweise der „Lutherbibel“ bzw. der „Vulgata“ sowie weitere „Bemerkungen“. So ist es möglich, die Entscheidung für die verbindliche Schreibweise nachzuvollziehen. Nach weiteren kleineren Änderungen 1976 und 1979 wurde schließlich 1979 die seither gültige Fassung der Richtlinien und des ÖVBE beschlossen. Die 1981 veröffentlichte, von Joachim Lange im Auftrag der Ökumenischen Revisionskommission neu bearbeitete 2. Auflage ist erheblich kürzer als die erste Fassung und enthält z. B. nicht die hebräische und griechische Schreibweise der biblischen Namen.
Das Kernstück der Loccumer Richtlinien sind die Regeln der Transkription – nicht Transliteration – der hebräisch und griechisch geschriebenen Namen in deutsche Schreibweisen. Diese Regeln werden zwar dort nur für Namen gebraucht, könnten aber ebenso auf beliebige hebräische oder griechische Texte angewandt werden. Darüber hinaus enthalten die Richtlinien eine Tabelle von Namen, die abweichend vom Ergebnis der Transkriptionsregeln wiedergegeben werden sollen sowie Hinweise auf die Betonung der Namen im Deutschen; diese beiden Teile sind nur für Namen sinnvoll.
Häufig ist von den empfohlenen Schreibweisen und Abkürzungen der biblischen Bücher „nach den Loccumer Richtlinien“ die Rede, obwohl es in den Richtlinien eigentlich nur um die Schreibweise von Eigennamen wie Ezechiel/Hesekiel oder Ijob/Hiob geht. Mit diesen Empfehlungen, die sich weithin durchgesetzt haben, ist das Abkürzungsverzeichnis im Anhang zur 2. Auflage gemeint, das die verwendeten Abkürzungen der biblischen Bücher separat aufführt.

### Ökumenisches Verzeichnis der biblischen Eigennamen
Das ÖVBE orientiert sich an den Loccumer Richtlinien. Die Transkriptionsvorgaben wurden allerdings nicht bei allen Namen konsequent angewendet, um beispielsweise gewohnte Namen wie Betlehem (nach den Loccumer Richtlinien wäre die Schreibweise Bet-Lehem) nicht zu verändern. So wurde 1978 auf Antrag der evangelischen Seite bei der Schlusssitzung der Ökumenischen Kommission für die Revision des Neuen Testaments der Einheitsübersetzung beschlossen, in neun Fällen die Schreibweise der revidierten Lutherübersetzung in die revidierte Fassung der Einheitsübersetzung zu übernehmen. In diesen Bibelübersetzungen werden entgegen den Loccumer Richtlinien neun Namen mit „th“ bzw. mit „ph“ statt mit „t“ bzw. „f“ geschrieben: Alphäus, Arimathäa, Bartholomäus, Kajaphas, Kephas, Matthäus, Matthias, Thaddäus und Thomas. Das ÖVBE verzeichnet jedoch auch die Schreibweisen mit „t“ bzw. mit „f“ als richtig.
Genau genommen spricht man also nicht von den Loccumer Richtlinien, die in den Bibelübersetzungen Anwendung finden sollen, sondern vom ÖVBE.

### Anwendung
Das ÖVBE wird in der Einheitsübersetzung und der Gute Nachricht Bibel angewendet. Auch in der Lutherbibel von 1984 werden in weiten Teilen die Richtlinien angewendet, allerdings gibt es auch eine Liste mit etwa 150 Ausnahmen.

### Problematik
Das ÖVBE kommt der hebräischen Schreibweise der Namen und Orte in vielen Fällen näher, während es sich von den griechischen Formen des Neuen Testaments und den daraus entwickelten lateinischen Formen meist weiter entfernt. Alle ÖVBE-Formen sind Kompromisse zwischen den traditionellen (konfessionell unterschiedlichen) Schreib- und Lesegewohnheiten, den hebräischen, aramäischen und griechischen Schreib- und Aussprachevarianten sowie dem deutschen Schriftzeichen- und Lautbestand.

### Beispielliste
| ÖVBE                          | katholisch        | evangelisch                          | Hebräische Form                      | Griechische Form (NT/LXX) |
| ----------------------------- | ----------------- | ------------------------------------ | ------------------------------------ | ------------------------- |
| Betlehem                      | Bethlehem         | Bethlehem                            | בֵּית לֶחֶם (bêṯ leḥem)                  | Βηθλέεμ (Bēthléem)        |
| Elija                         | Elias             | Elia                                 | אֵלִיָּהוּ (’ēliyyā́hû), אֵלִיָּה (’ēliyyāh)   | Ἠλίας (Ēlías)             |
| Elischa                       | Elisäus           | Elisa                                | אֱלִישָׁע (’ĕlîšā‘)                      | Ἐλισαῖος (Elisaîos)       |
| Gennesaret                    | Genesareth        | Genezareth                           | כִּנֶּרֶת (kinnereṯ)                      | Γεννησαρέτ (Gennēsarét)   |
| Getsemani                     | Gethsemani        | Gethsemane                           | גַּת שְׁמָנִים (gaṯ šəmānîm)               | Γεθσημανί (Gethsēmaní)    |
| Golgota                       | Golgotha          | Golgatha                             | גּוֹלְגּוֹלְתָא (aram.) (gôlgôlṯā’)         | Γολγοθᾶ (Golgothâ)        |
| Ezechiel                      | Ezechiel          | Hesekiel                             | יְחֶזְקֵאל (yəḥezqêl)                    | Ιεζεκιηλ (Iezekiēl; LXX)  |
| Jesaja                        | Isaias            | Jesaja                               | יְשַׁעְיָהוּ (yəša‘yā́hû)                   | Ἠσαΐας (Ēsaḯas)           |
| Jeremia                       | Jeremias          | Jeremia                              | יִרְמְיָהוּ (yirməyā́hû), יִרְמְיָה (yirməyāh) | Ἰερεμίας (Ieremías)       |
| Isai                          | Jesse             | Isai                                 | יִשַׁי (yišay)                          | Ἰεσσαί (Iessaí)           |
| Ijob                          | Job               | Hiob                                 | אִיּוֹב (’iyyôḇ)                        | Ἰώβ (Iṓb)                 |
| Jona                          | Jonas             | Jona                                 | יוֹנָה (yônāh)                         | Ἰωνᾶς (Iōnâs)             |
| Jonatan                       | Jonathan          | Jonathan (Lutherbibel 2017: Jonatan) | יְהוֹנָתָן (yəhônāṯān), יוֹנָתָן (yônāṯān)  | Ιωναθαν (Iōnathan; LXX)   |
| Joschija                      | Josias            | Josia                                | יֹאשִׁיָּהוּ (yôšiyyā́hû)                   | Ἰωσίας (Iōsías)           |
| Kafarnaum                     | Kapharnaum        | Kapernaum                            | כְּפַר נָחוּם (kəp̄ar nāḥûm)               | Καφαρναούμ (Kapharnaoúm)  |
| Mose                          | Moses             | Mose                                 | מֹשֶׁה (mōšeh)                          | Μωϋσῆς (Mōÿsē̂s)           |
| Nazaret                       | Nazareth          | Nazareth                             | נַצֶּרֶת (naṣṣereṯ)                      | Ναζαρέτ (Nazarét)         |
| Noach                         | Noe               | Noah                                 | נֹחַ (nṓaḥ)                            | Νῶε (Nō̂e)                 |
| Pascha                        | Pascha            | Passah (Lutherbibel 2017: Passa)     | פֶּסַח (pesaḥ) פַּסְחָא (aram., pasḥā’)     | πάσχα (pás\|cha)          |
| Zebaot                        | Sabaoth           | Zebaoth                              | צְבָאוֹת (ṣəḇā’ôṯ)                      | σαβαώθ (sabaṓth)          |
| Zion                          | Sion              | Zion                                 | צִיּוֹן (ṣiyyôn)                        | Σιών (Siṓn)               |
| Sacharja (AT), Zacharias (NT) | Zacharias (AT/NT) | Sacharja (AT), Zacharias (NT)        | זְכַרְיָה (zəḵaryāh)                     | Ζαχαρίας (Zacharías)      |
| Josua                         | Josua             | Josua                                | יְהוֹשֻׁעַ (Jehoschua)                    | Ἰησοῦς (Iēsûs)            |

Zu den üblichen Abkürzungen der Bücher siehe Bücher der Bibel.

### Perspektiven
Die Revision der Lutherbibel hatte sich dem ÖVBE nicht wieder angenähert; als Vorsitzender des Lenkungsausschusses erklärte Altbischof Christoph Kähler bei einer Veranstaltung des Katholischen Bibelwerks 2017 dazu: „Nach über 40 Jahren gibt es aber offene Probleme, die ökumenisch gelöst werden sollten: Es gibt unsinnige Schreibweisen nach Loccum (Seleuzia für Seleukeia), uneinheitliche Schreibweisen ‚nach Loccum‘ und alte Formen, Konjekturen oder Einzellösungen ohne Loccum. Vorschlag: Eine ökumenische Arbeitsgruppe aktualisiert ‚Loccum‘ und erstellt auch eine gemeinsame Datenbank im Internet für Interessierte.“